# Vassilissa Reznikoff

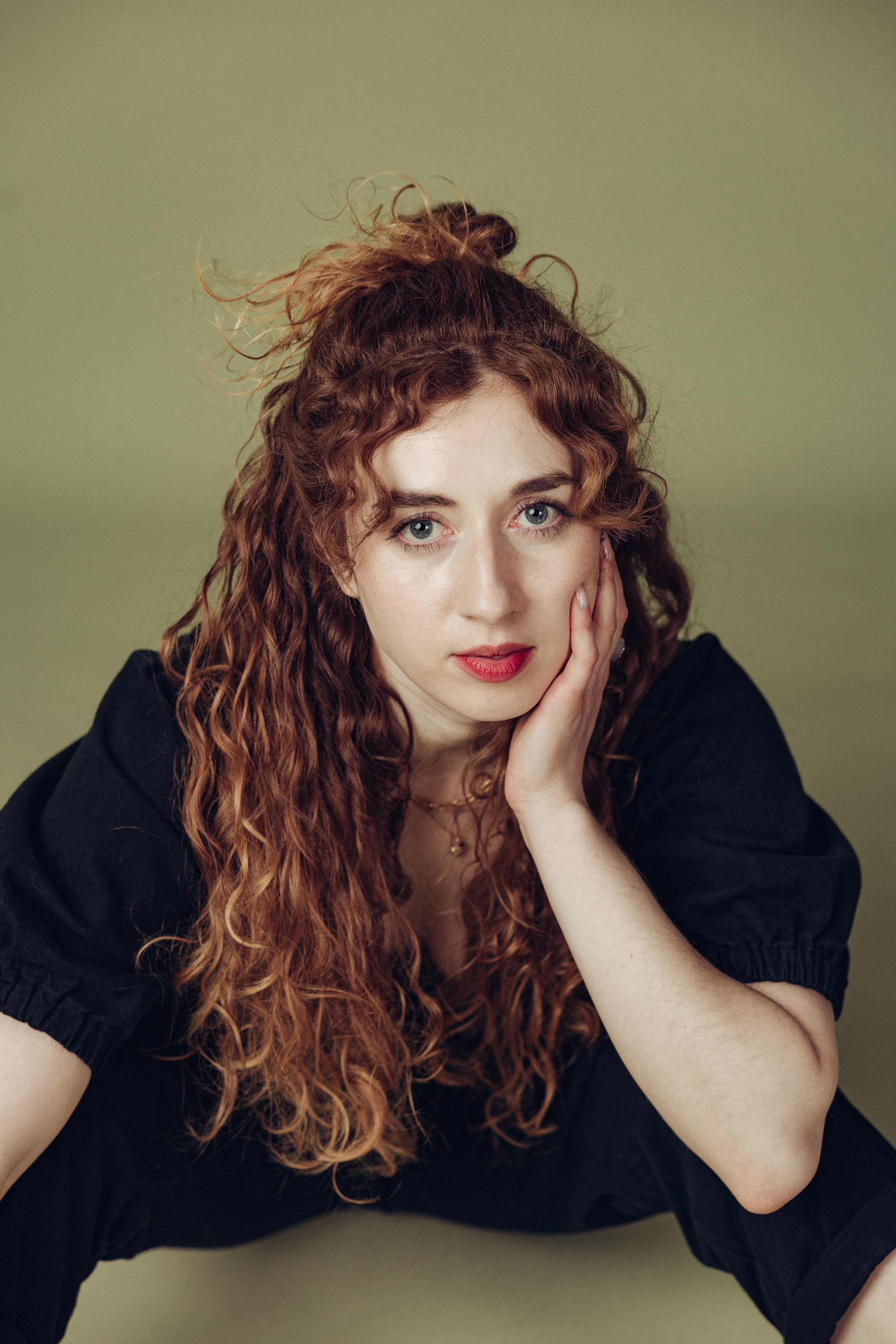
Vassilissa Reznikoff (2024). Foto: Joel Heyd

Vassilissa Reznikoff (* im 20. Jahrhundert in Cachan, Paris) ist eine deutsch-französische Schauspielerin.

## Leben
Vassilissa Reznikoff wurde im Pariser Vorort Cachan in der Pariser Banlieue geboren und wuchs dort mit zwei Schwestern auf. Der Vater ist gebürtiger Franzose mit ukrainisch-russischen Eltern, die Mutter ist gebürtige Deutsche mit tschechischen Wurzeln.

## Werdegang
Vassilissa Reznikoff absolvierte eine Bühnentanz-Ausbildung an der Ballettschule des Hamburg Ballett in Hamburg und an der Staatlichen Ballettschule Berlin. Anschließend absolvierte sie von 2012 bis 2016 ein Schauspielstudium am Mozarteum in Salzburg.
Bereits während des Studiums war sie im Rahmen der Salzburger Festspiele zu sehen.
Ihr erstes Festengagement hatte sie direkt im Anschluss am Schauspielhaus Wien, wo sie u. a. in Inszenierungen von Marco Štorman, Lucia Bihler, Tomas Schweigen, Nele Stuhler und Falk Richter zu sehen war.
Von 2019 bis 2022 war sie festes Ensemblemitglied am Nationaltheater Mannheim, wo sie unter anderem mit Claudia Bauer, Sapir Heller, Daniel Cremer und Ewelina Marciniak zusammenarbeitete.
Seit der Spielzeit 2022/2023 ist sie festes Ensemblemitglied am Residenztheater in München.

## Theater (Auswahl)
Schauspielhaus Wien
- 2016: Città del Vaticano (Regie: Falk Richter)
- 2016: Der grüne Kakadu (Regie: Lucia Bihler)
- 2017: Gespräch wegen Kürbisse (Regie: Marco Storman)
- 2017: Golem oder der überflüssige Mensch (Regie: Gernot Grünewald)
- 2017: Agora (Regie: Milo Rau, Robert Misik)
- 2017: Frotzler Fragmente (Regie: Fux)
- 2017: Kaspar Hauser oder die Ausgestoßenen könnten jeden Augenblick angreifen! (Regie: Lisa Lie)
- 2018: Mitwisser (Regie: Pedro Martins Beja)
- 2018: Elektra – was ist das für 1 Morgen? (Regie: Jacob Suske)
- 2019: AUTOS (Regie: Franz Xaver Mayr)

Nationaltheater Mannheim
- 2019: Die Möwe (als Nina). Von Anton Pawlowitsch Tschechow. Inszenierung:Christian Weise
- 2019: Die Orestie (als Elektra). Von Aischylos. Inszenierung: Philipp Rosendahl
- 2019: Maria Stuart (als Maria). Von Friedrich Schiller. Inszenierung: Claudia Bauer
- 2020: Ellbogen (als Hazal 3, Elma, Onur, Mutter von Hazal). Nach dem Roman von Fatma Aydemir. Inszenierung: Selen Kara
- 2020: Späte Familie (als Ella). Nach dem Roman von  Zeruya Shalev. Inszenierung: Sandra Strunz:
- 2021: Kill Baby (als Kitti). Von Ivana Sokola. Inszenierung:Sapir Heller
- 2021: Die Jungfrau von Orléans (als Agnes Sorel). Von Joanna Bednarczyk nach Friedrich Schiller. Inszenierung: Ewelina Marciniak
- 2021: Fräulein Else (als Else). Nach Arthur Schnitzler. Inszenierung: Daniel Cremer
- 2021: Das Käthchen von Heilbronn (als Käthchen). Nach Heinrich von Kleist. Inszenierung: Christian Weise

Residenztheater München
- 2022: Das Käthchen von Heilbronn (als Kunigunde von Thurneck/ Doktor Wedekind). Nach Heinrich von Kleist. Inszenierung: Elsa-Sophie Jach[4]
- 2022: Lola M. (als Lola Montez). Musik, Text und Inszenierung: Georg Ringsgwandl
- 2023: Antigone (als Antigone). Nach Sophokles und  Slavoj Žižek. Inszenierung: Mateja Koležnik[5]
- 2023: Spitzenreiterinnen (Ensemble). Nach dem Roman von Jovana Reisinger. Inszenierung: Yana Eva Thönnes
- 2024: Peer Gynt (als Solveig/ Monsieur Ballon/ Huhu). Nach Henrik Ibsen. Inszenierung: Sebastian Baumgarten[6]
- 2024: Das Schloss. Nach Franz Kafka. Inszenierung: Karin Henkel[7][8][9][10][11][12][13][14]
- 2024: Lysistrata macht Urlaub (als Lysistrata). Von Oleksandr Seredin. Inszenierung: Oleksandr Seredin[15][16][17]
- 2024: Ein Sommernachtstraum (als Demetria). Nach William Shakespeare. Inszenierung: Stephan Kimmig[18][19][20][21][22]
- 2024: Eine Zierde für den Verein – vom Rauchen, Sporteln, Lieben und Verkaufen (als Linchen / Minze / Fräulein Magenbrot). Nach dem Roman von Marieluise Fleißer. Inszenierung: Elsa-Sophie Jach[23]
- 2025: Salome (als Geli Rauball). Nach Oscar Wilde in einer Bearbeitung von Jarosław Murawski. Inszenierung: Ewelina Marciniak[24]
- 2025: Peace Music Festival -Through Overwhelming Strength (Ensemble). Von Hong-Do Lee. Inszenierung: Alexander Eisenach[25]

## Filmographie (Auswahl)
- 2014: Gott ist immer hungrig (Experimentalfilm)
- 2018: 3 Tage in Quiberon (Kinofilm)
- 2024: Servus, Euer Ehren – Endlich Richterin (Fernsehfilm)
- 2024: Tatort München
- 2025: Rosenthal

## Auszeichnungen
- 2021: Nominierung zur Nachwuchsschauspielerin des Jahres Theater heute
- 2024:  Förderpreis beim Kurt-Meisel-Preis der Freunde des Residenztheaters e. V.[26]